# Liam Howlett
Liam Paul Paris Howlett (Braintree, 21 augustus 1971) a.k.a. "Master H", is dj en een lid van de Britse band The Prodigy.

## Jeugd
Howlett leerde in zijn jeugd klassieke piano spelen. Op 14-jarige leeftijd mixte hij z'n eerste nummers door ze van radio op te nemen op een cassetterecorder. Hij werd dj bij een band genaamd "Cut 2 Kill" maar verliet deze nadat hij bijna bij een schietpartij met de band was betrokken.
Later kreeg Howlett meer en meer interesse voor elektronische muziek. Hij kwam in contact met ravemuziek en ging naar zijn eerste rave-party in 1989 op 18-jarige leeftijd. Hij was diep onder de indruk en mixte daarna op zijn slaapkamer vele rave-nummers.
In het weekend, ging hij naar zo veel mogelijk rave-party's en als de clubs gingen sluiten, gingen de feesten verder op het strand waar Liam vanuit een busje rave-nummers draaide. Op een dag benaderde Keith Flint hem om te vragen of Liam enkele nummers voor hem kon mixen. Liam deed het en gaf Keith een cassette. Toen Keith en Leeroy Thornhill er naar geluisterd hadden, draaiden ze de cassette om naar de B-kant te luisteren. Daar stonden enkele nummers van Liam zelf op. Keith en Leeroy waren onder de indruk en vroegen aan Liam of hij op een podium wilde spelen met Flint en Thornhill als dansers. Liam ging akkoord en The Prodigy (Genoemd naar de "Moog Prodigy", een synthesizer van Liam) was geboren.

## Soloprojecten
In 1998 vroeg Mary Anne Hobbs aan Howlett of hij voor haar radioshows wat wilde mixen. Liam stemde in en zo ontstond een album met mixes gemaakt in de eigen studio van Liam, The Dirtchamber Sessions Volume One.
Eind januari 2006 kwam een compilatiealbum Back to Mine Liam Prodigy uit. Dit was een collectie van Liams favoriete nummers plus een exclusief Prodigy-nummer, Wake the Fuck Up, dat gebruikt werd als intro tijdens The Prodigy's tour in 2005-2006.
Howlett was tevens co-producer van het nummer "Immunize" uitgebracht door de Australische Drum and bass act Pendulum op hun derde album Immersion, uitgebracht in 2010

## Persoonlijk
Op 6 juni 2002 trouwde hij met Natalie Appleton, bekend van de band Appleton en voormalig lid van All Saints. Samen hebben ze een zoon, Ace Howlett, die op 2 maart 2004 werd geboren.
- Bibsys: 6010008
- Bibliothèque nationale de France: cb140512147 (data)
- Gemeinsame Normdatei: 134796713
- International Standard Name Identifier: 0000 0001 1871 3322
- Library of Congress Control Number: n2009033538
- MusicBrainz: c1a18927-020f-4241-a08c-53d2630473b8
- Nationale Bibliotheek van Tsjechië: xx0095340
- Virtual International Authority File: 34659908
- WorldCat: E39PBJpDK6Y4qfGY8RVFQY8V4q